# Eucypris
Eucypris is een geslacht van kreeftachtigen uit de klasse van de Ostracoda (mosselkreeftjes).

## Soorten volgens <ITIS>
- Eucypris arcadiae Furtos, 1936
- Eucypris clavata
- Eucypris crassa (O. F. Müller, 1785)
- Eucypris elongata
- Eucypris foveata Delorme, 1967
- Eucypris hystrix Furtos, 1933
- Eucypris inflata
- Eucypris kerkyrensis Stephanides, 1937
- Eucypris lutaria
- Eucypris nobilis
- Eucypris pigra (Fischer, 1851)
- Eucypris rava Furtos, 1933
- Eucypris serrata (G. W. Müller, 1900)
- Eucypris virens (Jurine, 1820)